# Centraalstadion (Almaty)
Het Centraalstadion van Almaty (Kazachs: Almatı Ortalıq Stadionı, Russisch Центральный стадион Алма-Ата) is een multifunctioneel stadion in Almaty, Kazachstan. Het complex wordt vooral gebruikt voor voetbal- en rugbywedstrijden. Het stadion is de thuisbasis van FC Kairat Almaty, en werd jarenlang gebruikt voor wedstrijden van het Kazachs voetbalelftal, tot de opening van de Astana Arena op 3 juli 2009.

## Interlands
Het Kazachs voetbalelftal speelde tot op heden in totaal 45 interlands in het Centraal Stadion.
| 1  | 1 juni 1992       | Kazachstan – Turkmenistan                 | 1 – 0 | CAC                 |
| 2  | 16 juli 1992      | Kazachstan – Oezbekistan                  | 1 – 0 | CAC                 |
| 3  | 14 juni 1996      | Kazachstan – Qatar                        | 1 – 0 | AC-kwalificatie     |
| 4  | 12 juli 1996      | Kazachstan – Syrië                        | 0 – 1 | AC-kwalificatie     |
| 5  | 11 mei 1997       | Kazachstan – Pakistan                     | 3 – 0 | WK-kwalificatie     |
| 6  | 29 juni 1997      | Kazachstan – Irak                         | 3 – 1 | WK-kwalificatie     |
| 7  | 20 september 1997 | Kazachstan – Oezbekistan                  | 1 – 1 | WK-kwalificatie     |
| 8  | 4 oktober 1997    | Kazachstan – Japan                        | 1 – 1 | WK-kwalificatie     |
| 9  | 11 oktober 1997   | Kazachstan – Zuid-Korea                   | 1 – 1 | WK-kwalificatie     |
| 10 | 18 oktober 1997   | Kazachstan – Verenigde Arabische Emiraten | 3 – 0 | WK-kwalificatie     |
| 11 | 21 april 2001     | Kazachstan – Nepal                        | 4 – 0 | WK-kwalificatie     |
| 12 | 23 april 2001     | Kazachstan – Macau                        | 5 – 0 | WK-kwalificatie     |
| 13 | 25 april 2001     | Kazachstan – Irak                         | 1 – 1 | WK-kwalificatie     |
| 14 | 7 juli 2002       | Kazachstan – Estland                      | 1 – 1 | Oefeninterland      |
| 15 | 28 april 2004     | Kazachstan – Azerbeidzjan                 | 2 – 3 | Oefeninterland      |
| 16 | 8 september 2004  | Kazachstan – Oekraïne                     | 1 – 2 | WK-kwalificatie     |
| 17 | 13 oktober 2004   | Kazachstan – Albanië                      | 0 – 1 | WK-kwalificatie     |
| 18 | 8 juni 2005       | Kazachstan – Turkije                      | 0 – 6 | WK-kwalificatie     |
| 19 | 17 augustus 2005  | Kazachstan – Georgië                      | 1 – 2 | WK-kwalificatie     |
| 20 | 7 september 2005  | Kazachstan – Griekenland                  | 1 – 2 | WK-kwalificatie     |
| 21 | 12 oktober 2005   | Kazachstan – Denemarken                   | 1 – 2 | WK-kwalificatie     |
| 22 | 2 juli 2006       | Kazachstan – Tadzjikistan                 | 4 – 1 | Oefeninterland      |
| 23 | 5 juli 2006       | Kazachstan – Kirgizië                     | 1 – 0 | Oefeninterland      |
| 24 | 7 oktober 2006    | Kazachstan – Polen                        | 0 – 1 | EK-kwalificatie     |
| 25 | 11 oktober 2006   | Kazachstan – Finland                      | 0 – 2 | EK-kwalificatie     |
| 26 | 24 maart 2007     | Kazachstan – Servië                       | 2 – 1 | EK-kwalificatie     |
| 27 | 2 juni 2007       | Kazachstan – Armenië                      | 1 – 2 | EK-kwalificatie     |
| 28 | 6 juni 2007       | Kazachstan – Azerbeidzjan                 | 1 – 1 | EK-kwalificatie     |
| 29 | 8 september 2007  | Kazachstan – Tadzjikistan                 | 1 – 1 | Oefeninterland      |
| 30 | 12 september 2007 | Kazachstan – België                       | 2 – 2 | EK-kwalificatie     |
| 31 | 17 oktober 2007   | Kazachstan – Portugal                     | 1 – 2 | EK-kwalificatie     |
| 32 | 20 augustus 2008  | Kazachstan – Andorra                      | 3 – 0 | WK-kwalificatie     |
| 33 | 10 september 2008 | Kazachstan – Oekraïne                     | 1 – 3 | WK-kwalificatie     |
| 34 | 1 april 2009      | Kazachstan – Wit-Rusland                  | 1 – 5 | WK-kwalificatie     |
| 35 | 6 juni 2009       | Kazachstan – Engeland                     | 0 – 4 | WK-kwalificatie     |
| 36 | 1 juni 2012       | Kazachstan – Kirgizië                     | 5 – 2 | Oefeninterland      |
| 37 | 4 juni 2013       | Kazachstan – Bulgarije                    | 1 – 2 | Oefeninterland      |
| 38 | 12 augustus 2014  | Kazachstan – Tadzjikistan                 | 2 – 1 | Oefeninterland      |
| 39 | 12 mei 2015       | Kazachstan – Burkina Faso                 | 0 – 0 | Oefeninterland      |
| 40 | 12 juni 2015      | Kazachstan – Turkije                      | 0 – 1 | EK-kwalificatie     |
| 41 | 10 juni 2017      | Kazachstan – Denemarken                   | 1 – 3 | WK-kwalificatie     |
| 42 | 7 september 2020  | Kazachstan – Wit-Rusland                  | 1 – 2 | UEFA Nations League |
| 43 | 11 oktober 2020   | Kazachstan – Albanië                      | 0 – 0 | UEFA Nations League |
| 44 | 18 november 2020  | Kazachstan – Litouwen                     | 1 – 2 | UEFA Nations League |
| 45 | 6 september 2024  | Kazachstan – Noorwegen                    | 0 – 0 | UEFA Nations League |